# Park Ji-yeon
Jiyeon (coréen : 지연), de son vrai nom Park Ji-yeon (박지연), née le 7 juin 1993 à Séoul en Corée du Sud, est une actrice, danseuse et chanteuse sud-coréenne de K-pop. Elle est membre du groupe T-ara en tant que danseuse et chanteuse principale.
Le 20 mai 2014, elle sort son premier mini-album solo nommé Never Ever.

## Biographie

### 2014: Débuts solo
Le 28 mars 2014, son agence, Core Contents Media a confirmé qu'elle fera ses débuts solos le 30 avril mais ceux-ci seront repoussés jusqu'au 20 mai à la suite de la tragédie du Sewol à l’image de beaucoup d'autres artistes.
Le 20 mai, Jiyeon fait officiellement ses débuts en solos avec la mise en ligne du MV du titre-phare Never Ever (1 Minute 1 Second), issu de son premier mini-album, "Never Ever". Avec ce titre produit par Duble Sidekick, on découvre une vidéo où le style sexy est très présent. La chanteuse opte pour un concept à l'atout commercial important.
Core Content Media a d'ailleurs déclaré à ce sujet : “Jiyeon est la première membre de T-ara à se lancer dans une carrière solo. Elle offrira des performances séduisantes qui marqueront certainement les esprits.”.
Le 30 mai, Core Contents Media a confirmé que Jiyeon présentera The Show sur SBS MTV, le public pourra retrouver prochainement la chanteuse pour un rendez-vous hebdomadaire. Elle s'est exprimée par le biais de son agence : “Après le “Music Core”, il m’est donné une nouvelle fois l’opportunité d’animer une émission à travers “The Show”. C’est toujours une source de stress, mais je travaillerai dur.”
Jiyeon anime l'émission The Show depuis le mois de juin, aux côtés de Zhou Mi (Super Junior-M) et de Hongbin (VIXX).

## Vie privée
En juillet 2015, elle est en couple avec Lee Don-gun. Cependant ils se séparent en février 2017.

## Discographie

### En solo

#### Mini-album
| Titre                                                                                       | Détails                                                                                                   | Meilleure position | Meilleure position | Meilleure position | Ventes                |
| Titre                                                                                       | Détails                                                                                                   | COR                | TWN                | TWN East Asian     | Ventes                |
| ------------------------------------------------------------------------------------------- | --- | ------------------ | ------------------ | ------------------ | --------------------- |
| Never Ever                                                                                  | - Date de sortie : 20 mai 2014 - Labels : Core Contents/KT Music - Formats : CD, téléchargement numérique | 3                  | 11                 | 2                  | - COR: Plus de 15 639 |
| "—" montre qu'aucun classement n'a été atteint ou que ce n'est pas sorti dans cette région. | |                    |                    |                    |                       |

#### Singles
| Année                                                                                       | Titre                            | Meilleures positions | Meilleures positions | Ventes                      | Album        |
| Année                                                                                       | Titre                            | KOR Gaon             | KOR Billboard        | Ventes                      | Album        |
| ------------------------------------------------------------------------------------------- | -------------------------------- | -------------------- | -------------------- | --------------------------- | ------------ |
| 2013                                                                                        | "My Sea"                         | -                    | -                    | - COR (DL):                 | Bunny Style! |
| 2014                                                                                        | "1 Minute 1 Second (Never Ever)" | 17                   | 6                    | - COR (DL): Plus de 283 255 | Never Ever   |
| "—" montre qu'aucun classement n'a été atteint ou que ce n'est pas sorti dans cette région. |                                  |                      |                      |                             |              |

## Filmographie

### Dramas
- 2007 : I Love You Too
- 2007 : Hello! Miss
- 2007 : Lobbyist
- 2008 : Aeja's Older Sister, Minja
- 2009 : Soul
- 2009 : High Kick! (Saison 2)
- 2010 : Master of Study
- 2010 : Jungle Fish 2
- 2011 : Miss Ripley
- 2012 : The Thousand Man
- 2012 : DreamHigh 2
- 2014 : Triangle
- 2016 : My Runway

### Films
- 2010 : Death Bell 2
- 2011 : Gnomeo & Juliet
- 2011 : Gisaeng Ghost
- 2015 : Encounter

Prochainement
- 2022 : Gangnam Zombie (강남좀비) de Lee Soo-sung : Min-jeong

## Récompenses et nominations
| Année | Titre                                        | Catégorie                           | Travail nommé                  | Résultat   |
| ----- | -------------------------------------------- | ----------------------------------- | ------------------------------ | ---------- |
| 2007  | APM Model Contest                            | Silver Award                        | NC                             | Lauréat    |
| 2008  | Smart Model Contest                          | Daesung (Gold) Award                | NC                             | Lauréat    |
| 2010  | SBS Entertainment Award                      | Best Teamwork                       | Heroes                         | Lauréat    |
| 2010  | KBS Drama Awards                             | Best New Actress                    | Master of Study                | Nomination |
| 2010  | KBS Drama Awards                             | Best Couple Award with Yoo Seung-ho | Master of Study                | Nomination |
| 2011  | MBC Weekly Idol                              | Best-Looking Idol in Real Life      | NC                             | Lauréat    |
| 2011  | MBC Weekly Idol                              | Top Search Female Idol              | NC                             | Lauréat    |
| 2012  | MBC Weekly Idol                              | Best-Looking Idol                   | NC                             | Lauréat    |
| 2014  | 16th Seoul International Youth Film Festival | Best Young Actress                  | Triangle                       | Nomination |
| 2015  | Cable TV Broadcast Awards                    | Popularity award                    | The Show                       | Lauréat    |
| 2015  | The 3rd Yinyuetai VChart Award               | Best Korea Female Singer            | 1 Minute 1 Second (Never Ever) | Lauréat    |